# Хари Потър (сериал)
Вижте пояснителната страница за други значения на Хари Потър.
Хари Потър (на английски: Harry Potter) е предстоящ британски фентъзи телевизионен сериал на Ейч Би О, базиран на едноименната поредица на Дж. К. Роулинг. Продукцията се осъществява от Уорнър Брос Телевижън, Бронте Филм енд Телевижън и  Хейдей Филмс. В главните роли са Доминик Маклафлин, Аластър Стаут и Арабела Стантън, които ще играят съответно Хари Потър, Рон Уизли и Хърмаяни Грейнджър. Джон Литгоу, Джанет Мактиър, Паапа Есиеду и Ник Фрост също са част от главния актьорски състав.
Разработването на поредицата Хари Потър е обявено през януари 2021 г. с намерението да се създадат множество сезони, в продължение на десетилетие, които вярно адаптират оригиналните книги. Под творческото ръководство на шоурънърката Франческа Гардинър и режисьора Марк Майлъд, кастингът за главните роли започва през ноември 2024 г., като е потвърден през април 2025 г. След кастинг за главното трио през септември 2024 г., от който са прослушани 32 000 актьори, Маклафлин, Стаут и Стантън са обявени през май 2025 г.
Първоначално планиранa за излъчване по Ейч Би О Макс, през 2024 г. поредицата е прехвърлена за излъчване по Ейч Би О. Основните снимки започват през юли 2025 г. в Лийвсдън Студиос. Премиерата на сериала е планирана за началото на 2027 г., като първият сезон ще се състои от осем епизода.

## Актьорски състав

### Главен
- Доминик Маклафлин – Хари Потър, 11-годишен сирак, живеещ с неприятните си леля, вуйчо и братовчед. След като е приет в Училището за магия и вълшебство Хогуортс, той открива, че е известен магьосник, известен с това, че е оцелял като бебе след убийството на родителите си от ръцете на черния магьосник Лорд Волдемор.
- Аластър Стаут – Рон Уизли, най-добрият приятел на Хари в Хогуортс и най-малкият син на магьосническото семейство Уизли.
- Арабела Стантън – Хърмаяни Грейнджър, най-добрата приятелка на Хари в Хогуортс и най-интелигентната от триото.
- Джон Литгоу – Албус Дъмбълдор, директорът на Хогуортс.
- Джанет Мактиър – Минерва Макгонагъл, професор по трансфигурация, ръководител на дом Грифиндор и заместник-директор на Хогуортс.
- Паапа Есиеду – Сивиръс Снейп, професор по отвари и ръководител на дом Слидерин.
- Ник Фрост – Рубиъс Хагрид, пазач на дивеча в Хогуортс.

### Второстепенен
- Люк Тейлън – Куиринъс Куиръл, професор по защита срещу черните изкуства Хогуортс.
- Пол Уайтхаус – Аргус Филч, пазачът на Хогуортс.
- Бърти Карвел – Корнелиус Фъдж, министър на магията.
- Бел Поули – Петуния Дърсли, лелята на Хари.
- Даниел Ригби – Върнън Дърсли, вуйчото на Хари.
- Катрин Паркинсън – Моли Уизли, майката на Рон.
- Локс Прат – Драко Малфой, съученик на Хари от дом Слидерин, който скоро след пристигането им в Хогуортс се превръща в негов противник.
- Джони Флин – Луциус Малфой, бащата на Драко.
- Лео Ърли – Шеймъс Финиган, съученик на Хари от дом Грифиндор.
- Алесия Леони – Парвати Патил, съученичка на Хари от дом Грифиндор.
- Сиена Муса – Лавендър Браун, съученичка на Хари от дом Грифиндор.
- Рори Уилмот – Невил Лонгботъм, съченик на Хари от дом Грифиндор.
- Алмос Китсън – Дъдли Дърсли, братовчед на Хари.
- Луиза Брили – мадам Хууч, учител по летене в Хогуортс.
- Антон Лесер – Гарик Оливандър, майстор на пръчки и собственик на магазин на Диагон-Али.
- Мики Маканълти – Пиърс Полкис, приятелят на Дъдли.

## Производство
Хари Потър е копродукция между Уорнър Брос Телевижън, Бронте Филм енд Телевижън и Хейдей Филмс. Шоурънърът Франческа Гардинър и режисьорът Марк Майлъд са изпълнителни продуценти заедно с Дж. К. Роулинг, Нийл Блеър, Рут Кенли-Летс и Дейвид Хейман.

### Предистория
Хари Потър е литературна хепталогия, написана от Дж. К. Роулинг и публикувана между 1997 и 2007 г. Между 2001 и 2011 г. поредицата е адаптирана за кино в осем едноименни пълнометражни филма, като филмовата версия на последния роман е разделена на две части. Както оригиналният сериал, така и неговите аудиовизуални адаптации оказват значително влияние върху популярната култура. Книгите са преведени на над осемдесет езика, а филмовият франчайз се нарежда на четвъртото място в историята с най-високи приходи в световен мащаб, надхвърляйки 7,7 милиарда долара.

### Разработване
През януари 2021 г. Холивуд Рипортър разкрива, че поредицата Хари Потър е в ранен етап на разработка и че ръководителите на Ейч Би О Макс търсят потенциални сценаристи. Въпреки това, както Ейч Би О Макс, така и Уорнър Брос отричат информацията, заявявайки, че нито студиото, нито стрийминг платформата разработват поредица за Хари Потър. През май 2022 г. започват да се разпространяват сведения за среща между главния изпълнителен директор на Уорнър Брос Дискавъри Дейвид Заслав и Роулинг, на която те обсъждат бъдещи проекти в рамките на Магьосническия свят за Ейч Би О Макс.
През декември 2022 г. главният изпълнителен директор на Уорнър Брос Телевижън Чанинг Дънги споделя планове за разширяване на франчайза. През април 2023 г., по време на среща с инвеститори на Уорнър Брос, официално е обявено, че сериалът е в процес на разработка. Заслав представя проекта като част от старта на новата стрийминг услуга Макс, наследник на Ейч Би О Макс. Планира се сериалът да продължи повече от десетилетие, като всеки сезон да е вярна адаптация на съответната книга. По това време се търси шоурънър, докато Хейман – продуцент на оригиналните филми – преговаря за ролята си на изпълнителен продуцент. Очаква се първият сезон да бъде изцяло адаптиран по Хари Потър и Философският камък (1997), първата книга от поредицата. След като е потвърдено, че Роулинг ще бъде изпълнителен продуцент, възникват противоречия заради нейните възгледи по въпросите на транссексуалните. Въпреки това, президентът и главен изпълнителен директор на Ейч Би О и Ейч Би О Макс, Кейси Блойс, заявява, че тя няма да бъде отстранена от проекта. Блеър и Кенли-Летс са потвърдени като изпълнителни продуценти през април 2023 г.
Според Дедлайн Холивуд през февруари 2024 г. е изготвен кратък списък с кандидати за творческо ръководене на сериала, сред които е Гардинър, сценарист на Наследници (2018–2023). През юни Гардинър е наета за шоурънър, а Майлъд за режисьор на сериала. Като част от промяна в стратегията за разпространение, през юни 2024 г. е решено сериалът да се излъчва по Ейч Би О вместо по Макс.

### Кастинг
През септември 2024 г. кастинг режисьорите Луси Беван и Емили Брокман публикуват обява за кастинг за деца актьори, които да играят Хари, Рон и Хърмаяни. Търсят се деца на възраст 9-11 години, които са граждани на Обединеното кралство и Ирландия. Общо 32 000 актьори се явяват на прослушване за тези роли.
От ноември до декември 2024 г. няколко актьори се разглеждат за различни роли в сериала. Сред тях са Марк Райлънс и Марк Стронг за ролята на Дъмбълдор, Есиеду за ролята на Снейп, Шарън Хорган и Рейчъл Вайс за ролята на Макгонъгол и Брет Голдстийн за ролята на Хагрид. През декември същата година се очаква да бъде взето решение за ролите на Хари, Рон и Хърмаяни. През февруари 2025 г. Литгоу започва финални преговори за ролята на Дъмбълдор, като малко по-късно потвърждава участието си. През март Есиеду е близо до финализирането на договора си за ролята на Снейп, докато Мактиър и Фрост започват преговори за ролите съответно на Макгонагъл и Хагрид.
На 14 април 2025 г. Литгоу, Мактиър, Есиеду и Фрост са потвърдени за част от актьорския състав, докато Тейлън и Уайтхаус се присъединяват с поддържащите роли на Куиръл и Филч съответно. През май 2025 г. Маклафлин, Стаут и Стантън са избрани съответно за ролите на Хари, Рон и Хърмаяни. През юни 2025 г. са обявени още актьори и ролите, които ще изпълняват – Бърти Карвел като Корнелиус Фъдж, Бел Поули като Петуния Дърсли, Даниел Ригби като Върнън Дърсли, Катрин Паркинсън като Моли Уизли, Локс Прат като Драко Малфой, Джони Флин като Луциус Малфой, Лео Ърли като Шеймъс Финиган, Алесия Леони като Парвати Патил и Сиена Муса като Лавандър Браун.

### Записи
Записите започват на 14 юли 2025 г. в Уорнър Брос Студиос, Лийвсдън, където са заснети оригиналните осем филма от поредицата, с оператор Адриано Голдман. През май 2025 г. се съобщава, че е започнато изграждането на декорите за поредицата.
Екстериорът на сцената, в която Хагрид разкрива на Потър, че е магьосник, е заснет на фара Тевенек в Раз-дьо-Сен, Франция, от 19 до 24 май 2025 г., при строга конфиденциалност. Първоначално в книгите тази сцена се развива на остров, който авторката описва само като „голяма скала насред морето“.

### Сценарий
Анди Грийнуолд, Байджан Шейбани, Джоузефин Гардинър, Лора Нийл, Марта Хилиър, Рипли Паркър, Сам Холкрофт и Тед Коен са сценаристи на поредицата заедно с Франческа Гардинър, която е шоурънър на сериала.

### Дизайн
Холи Уодингтън е дизайнерът на костюмите.

### Постпродукция
Алексис Вайсброт е ръководител на визуалните ефекти.

## Премиера
Премиерата на сериала се очаква в края на 2026 или началото на 2027 г. по Ейч Би О. Първоначално е планирано премиерата му да e в платформата Макс.